# The Pogues in Paris: 30th Anniversary concert at the Olympia
The Pogues in Paris: 30th Anniversary Concert at the Olympia è un album dal vivo del gruppo musicale irlandese The Pogues, registrato l'11 e il 12 novembre 2012 a Parigi.

## Versioni
L'album è stato pubblicato in numerosi formati ed edizioni, tra cui anche alcune limitate:
1. Edizione 2 CD contenenti l'intero concerto
2. Edizione DVD (region free) contenente l'intero concerto e la bonus performance di "Thousands are Sailing" registrata a Manchester nel 2004 ed eseguita da Philip Chevron.
3. Edizione Blu-Ray (region free) contenente l'intero concerto e la bonus performance di "Thousands are Sailing" registrata a Manchester nel 2004 ed eseguita da Philip Chevron.
4. Edizione limitata in vinile 3 LP (180gms) con foto e note speciali.
5. Edizione limitata 2 CD+DVD del concerto+Libro contenente testi inediti esclusivi, foto e testimonianze dei fan+Bonus DVD contenente interviste e alcune performance live registrate per la tv francese tra cui il cult Les Enfats du Rock (Children of Rock) del 1986.

## Tracce

### CD 1
1. Streams of Whiskey (MacGowan)
2. If I Should Fall from Grace with God (MacGowan)
3. The Broad Majestic Shannon (MacGowan)
4. Greenland Whale Fisheries (traditional)
5. A pair of Brown Eyes (MacGowan)
6. Tuesday Morning (Stacy)
7. Kitty (traditional)
8. The Sunnyside of the Street (MacGowan/Finer)
9. Thousands Are Sailing[1] (Chevron)
10. Repeal of the Licensing Laws (Stacy)
11. Lullaby of London (MacGowan)
12. Body of an American (MacGowan)
13. Young Ned of the Hill (Kavana/Woods)
14. Boys from the County Hell (MacGowan)
15. Dirty Old Town (Ewan MacColl)
16. Bottle of Smoke (MacGowan/Finer)
17. The Sickbed of Cuchulainn (MacGowan)

### CD 2
1. Sally MacLennane (MacGowan)
2. Rainy Night in Soho (MacGowan)
3. The Irish Rover (Joseph Crofts)
4. Star Of The County Down (traditional)
5. Poor Paddy On The Railway (traditional)
6. Fairytale of New York con Ella Finer (MacGowan)
7. Fiesta (MacGowan/Finer/Kotscher)

### DVD 1
1. Concert at The Olympia (diretto da Gautier&Leduc) – 110:00

Bonus
1. Thousand Are Sailing (registrato dal vivo nel 2006 a Manchester)

### DVD 2
1. Exclusive DVD Bonus (sottotitoli in francese/inglese)
2. Les enfants du rock (1986)
3. Avenue du rock (1986)

Durata totale: circa 40 min.